# Aslak Bolts Jordebog
Aslak Bolts jordebog (norsk: Aslak Bolts jordebok) er en jordebog, en oversigt over Nidaros ærkebispedømmes jordegods og ejendomme og indtægterne fra det. Jordebogen har navn efter Aslak Bolt (ærkebiskop 1428-1450), som skrev bogen, sandsynligvis vinteren 1432-33. Bolt stod for størstedelen af nedtegnelserne, men også senere ærkebiskopper, først og fremmest Gaute Ivarsson (ærkebiskop 1475-1510), har kommet med tilføjelser.
Aslak Bolts jordebog er skrevet på pergament og opbevares hos Riksarkivet.